# Rauenstadt
Rauenstadt ist ein Gemeindeteil der Großen Kreisstadt Dinkelsbühl im Landkreis Ansbach (Mittelfranken, Bayern). Rauenstadt liegt in der Gemarkung Esbach.

## Geografie
Der Weiler liegt fünf Kilometer westnordwestlich des Dinkelsbühler Zentrums unmittelbar an der Grenze zur Gemeinde Fichtenau in Baden-Württemberg. Im Ort entspringt der Rauenstädter Bach, der mit weiteren Bächen einen rechten Zufluss der Wörnitz bildet. Im Osten liegt das Flurgebiet Stocklach, im Westen der Hauerhut und das Gemeindeholz, im Südosten das Bannholz. Eine Gemeindeverbindungsstraße führt nach Ketschenweiler (0,5 km nördlich) bzw. nach Buckenweiler (1,4 km südlich).

## Geschichte
Die Fraisch über Rauenstadt war strittig zwischen dem ansbachischen Oberamt Crailsheim, dem oettingen-spielbergischen Oberamt Mönchsroth und der Reichsstadt Dinkelsbühl. Die Dorf- und Gemeindeherrschaft hatte das ansbachische Klosterverwalteramt Auhausen. Gegen Ende des 18. Jahrhunderts gab es 5 Anwesen und 1 Ansbacher Streiferhaus. Grundherren waren das Klosterverwalteramt Auhausen (4 Güter) und das Rittergut Bernhardsweiler (1 Gütlein). Von 1797 bis 1808 unterstand der Ort dem Justiz- und Kammeramt Crailsheim.
Im Jahr 1809 wurde Rauenstadt infolge des Gemeindeedikts dem Steuerdistrikt und der Ruralgemeinde Weidelbach zugeordnet. Mit dem Zweiten Gemeindeedikt (1818) wurde der Ort in die neu gebildete Ruralgemeinde Esbach überwiesen. Am 1. April 1971 wurde Rauenstadt im Zuge der Gebietsreform in Bayern nach Dinkelsbühl eingegliedert.

## Einwohnerentwicklung
| Jahr      | 001818 | 001840 | 001861 | 001871 | 001885 | 001900 | 001925 | 001950 | 001961 | 001970 | 001987 |
| Einwohner | 42     | 35     | 44     | 39     | 42     | 34     | 36     | 46     | 27     | 29     | 30     |
| Häuser    | 7      | 7      |        |        | 8      | 6      | 6      | 6      | 6      |        | 6      |
| Quelle    | [ 12 ] | [ 13 ] | [ 14 ] | [ 15 ] | [ 16 ] | [ 17 ] | [ 18 ] | [ 19 ] | [ 20 ] | [ 21 ] | [ 1 ]  |

## Religion
Der Ort ist seit der Reformation evangelisch-lutherisch geprägt und bis heute nach St. Ulrich (Weidelbach) gepfarrt. Die Katholiken sind nach St. Georg (Dinkelsbühl) gepfarrt.